# James Raman
James Raghwan Raman est un syndicaliste et homme politique fidjien, secrétaire général du Congrès des syndicats des Fidji (FTUC) de 1973 à 1988 puis de 1988 à 1994.

## Biographie
En 1964 il le secrétaire fondateur du Syndicat national des ouvriers d'usine et des ouvriers commerciaux (National Union of Factory and Commercial Workers, NUFCW). En 1973 il devient secrétaire général du FTUC, succédant à Mohammed Ramzan. 
Perçu comme proche du gouvernement conservateur de Kamisese Mara dans les années 1970, il condamne la grève initiée en 1976 par le Syndicat des Dockers, et accuse le secrétaire de celui-ci, Taniela Veitata, de chercher à faire tomber le gouvernement plutôt que se préoccuper des dockers. En 1977 il signe un accord avec le gouvernement Mara, par lequel le FTUC consent à une baisse générale des salaires en contrepartie d'un engagement des entreprises à préserver les emplois existants. 
En 1978, sous sa direction, le FTUC aide à la création du Syndicat national des agriculteurs (NFU). James Raman en devient le président fondateur par intérim, puis cède sa fonction à un agriculteur, Girja Prasad.
En 1984, lorsque le gouvernement Mara impose un gel général des salaires sans concertation préalable avec les syndicats, James Raman annonce que le FTUC se retire de toute discussion future avec le gouvernement tant que ce gel ne sera pas levé. En décembre 1984, il consent à contre-coeur à la création du Parti travailliste fidjien par le FTUC. Il ne s'engage toutefois pas lui-même en politique, demeurant secrétaire général du FTUC et n'adhérant pas au parti. Le Parti travailliste, allié au Parti de la fédération nationale, remporte les élections législatives fidjiennes de 1987, mais son gouvernement Bavadra est renversé un mois plus tard par un coup d'État qui rend le pouvoir à Kamisese Mara. Cet événement renforce la conviction de James Raman que les syndicats devraient être apolitiques, et de concert avec le gouvernement putschiste, il persuade les syndicats de dockers australiens et néo-zélandais de lever leurs blocus commerciaux contre les Fidji, imposés comme geste de solidarité avec les travaillistes fidjiens. Cet acte lui vaut toutefois d'être évincé en janvier 1988 de son poste de secrétaire général du FTUC, au profit de Mahendra Chaudhry, qui prône une confrontation avec la dictature. James Raman redevient toutefois secrétaire général peu après, et conserve cette fonction jusqu'en 1994.
Exprimant toujours vivement ses désaccords avec Mahendra Chaudhry, James Raman se présente comme candidat du Parti de la fédération nationale aux élections législatives de 1992. La Constitution des putschistes ayant imposé un vote exclusivement communautaire, il est élu député de la circonscription « Suva périurbaine » au suffrage ethnique indo-fidjien,. Député d'opposition au gouvernement de droite autochtone de Sitiveni Rabuka, il conserve son siège aux élections anticipées de 1994, mais est battu dans sa circonscription aux élections de 1999, qui sont un désastre pour le parti. Il demeure engagé dans le mouvement syndical et est arrêté en 2003 pour avoir pris part à une grève du NUFCW.